# Guten Tag, Ramón
Guten Tag, Ramón eés una pel·lícula dramàtica de 2013. És el cinquè llargmetratge del director mexicà Jorge Ramírez Suárez. La pel·lícula va ser estrenada a Mèxic el 21 d'agost de 2014.

## Sinopsi
Narra la història d'un jove immigrant mexicà anomenat Ramón qui davant la falta d'oportunitats en un poble de Durango i l'amenaça constant del narcotràfic decideix emigrar als Estats Units sense aconseguir-ho, per la qual cosa un amic li aconsella anar-se'n a Alemanya específicament a la ciutat de Wiesbaden on la seva tia està casada amb un alemany i el pot ajudar a aconseguir treball en aquest país. Els diners l'aconsegueix armant-se de valor i demanant-los al narcotraficant del seu poble pel terreny que aquest li va llevar a la seva família. Aconsegueix arribar a Alemanya on sofreix una sèrie de dificultats. En no poder tornar es veu en la necessitat de dedicar-se a diferents activitats agreujat pel problema de no entendre l'alemany, però es fa amic d'adults majors alemanys que el secunden malgrat la barrera de l'idioma.

## Repartiment
- Kristyan Ferrer com Ramón.
- Ingeborg Schöner com Ruth.
- Adriana Barraza com Esperanza.
- Arcelia Ramírez com Rosa.
- Rüdiger Evers com Karl.
- Hector Kotsifakis com Güero.

## Producció
La major part del rodatge es va realitzar a Durango, mentre que les escenes alemanyes van ser rodades a Wiesbaden i a Frankfurt del Main.

## Crítica a Alemanya
Guten Tag, Ramón, es va exhibir en múltiples sales, sent un èxit de taquilla al país europeu. La cinta es va estrenar el 5 de febrer de 2013 i es va distribuir en 52 sales de cinema alemanyes. Generalment, la projecció de produccions mexicanes sol concentrar-se en algun dels molts festivals de cinema que es duen a terme durant l'any, com afirma Alia Lira Hartmann: "A la Berlinale, un de les trobades cinematogràfiques en els quals qualsevol cineasta vol donar a conèixer el seu treball, la projecció no sol anar més enllà de dues presentacions per a un públic limitat".

## Premis i nominacions
En 2015, Guten Tag, Ramón va guanyar en set categories dels premis Diosas de Plata, entre elles Millor Pel·lícula i Millor Direcció, i va estar nominada a sis categories principalsen la LVII edició dels Premis Ariel. També va guanyar els premis a Millor Director i Millor Pel·lícula atorgats pel CANACINE.